# 류진촌
류진촌(龍神村)은 와카야마현 히다카군에 존재했던 촌이다. 동현의 중앙동부에 위치하여 류진온천 마을로 알려져 있다.
2005년 5월 1일에 다나베시, 나카노조정, 오토촌, 혼구정과 신설합병으로 (신)다나베시가 되었다가 다나베시의 광역 지명인 오아자 류진촌○○의 명칭을 남기고 자치체는 폐지되었다.

## 지리
와카야마현의 중앙 동부에 위치하며 마을의 약 70%를 해발 500m 이상의 산악이 차지하고 있으며, 히다카강이 마을 내 주요 지구를 흐르고 있다. 

## 역사
- 1889년 4월 1일 - 정촌제 시행으로 합병전의 촌역인 류진촌이 성립하였다.
- 1955년 3월 1일 - 3개의 촌이 합병해 (신) 류진촌이 성립하였다.
- 2005년 5월 1일 - 나나베시, 나카헤치정, 오토촌, 히가시무로군 혼구정과 합병해 (신) 다나베시가 성립하였다. 동일 류진촌은 폐지되었다.

## 교통

### 도로
- 국도 제371호선 (일본)(일본어판)
- 국도 제424호선 (일본)(일본어판)
- 국도 제425호선 (일본)(일본어판)